# Florian Riem
Florian Riem (* 28. August 1968 in München) ist ein deutscher Kulturmanager und Orchesterintendant. 
1968 in München geboren, studierte Florian Riem Musik am Münchner Richard-Strauss-Konservatorium und ab 1990 an der Indiana University in Bloomington, Indiana (USA). Zu seinen Lehrern zählten János Starker, Joseph Gingold, Rostislav Dubinsky und Menahem Pressler. Dem Master of Arts mit einer Diplomarbeit zu Wagners Ring des Nibelungen folgte 1993 ein Aufbaustudium an der University of Maryland in Washington, D.C. und eine Assistenz beim Guarneri String Quartet.
Im Management ist Riem seit 1999 tätig, unter anderem als Geschäftsführer von Gidon Kremer und seinem Kammerorchester „Kremerata Baltica“ und als Personal Manager der Sängerin Jessye Norman. 
Als Mitarbeiter des Schleswig-Holstein Musik Festivals organisierte er Konzertreisen des dortigen Chores und Festival-Orchesters mit Christoph Eschenbach. 2005 wurde Riem stellvertretender General Manager des internationalen Kammerorchesters Orchestra Ensemble Kanazawa in Kanazawa, Japan, und war dort u. a. für die gesamte künstlerische Planung und Dramaturgie verantwortlich. Von April 2008 bis 2012 war er Intendant der Südwestdeutschen Philharmonie Konstanz, von 2009 bis 2013 Geschäftsführer des Internationalen Bodenseefestivals in Friedrichshafen.
Seit 2014 ist Riem Chef der Tongyeong International Music Foundation (TIMF) und der neuen Tongyeong Concert Hall in Tongyeong, Südkorea. 
Im dramaturgischen Bereich war Riem auf vielen Ebenen aktiv, u. a. als Moderator von Sinfonie-, Kinder- und Schulkonzerten sowie in Vorträgen zu klassischer Musik und in Konzerteinführungen. Da er fließend vier Sprachen spricht, war er zudem auch häufig als Übersetzer und Simultanübersetzer tätig.
| Personendaten    | Personendaten                                  |
| ---------------- | ---------------------------------------------- |
| NAME             | Riem, Florian                                  |
| KURZBESCHREIBUNG | deutscher Kulturmanager und Orchesterintendant |
| GEBURTSDATUM     | 28. August 1968                                |
| GEBURTSORT       | München                                        |